# Jenna McMahon
Jenna McMahon, nome d'arte di Maria Virginia Skinner (Kansas City, 24 maggio 1925 – Monterey, 2 marzo 2015), è stata un'attrice, cabarettista e produttrice televisiva statunitense.
È conosciuta per aver scritto The Carol Burnett Show, ricevendo anche un Emmy Award, e per la co-creazione delle sit-com Nancy, Sonny & Co, L'albero delle mele e La mamma è sempre la mamma, insieme al suo partner di lavoro Dick Clair.

## Biografia
La McMahon nasce a Kansas City, Missouri. In seguito si trasferisce a New York City dove ha studiato recitazione con Stella Adler. Come attrice, è apparsa in programmi televisivi come Dennis the Menace, Love, American Style, The Bob Newhart Show e I ragazzi del sabato sera. Dopo la morte di Dick Clair nel 1988, la McMahon ha prodotto una breve sitcom per Julie Andrews, prima di ritirarsi a vita privata. Morì di insufficienza cardiaca a Monterey, California, il 2 marzo 2015, all'età di 89 anni.

### Carriera
Trasferitasi a West Hollywood, la McMahon ha aperto una scuola di recitazione quando ha incontrato Dick Clair nel 1961. Con il cognome McMahon (cognome da nubile di sua madre), lei e Clair lavorano per The Ed Sullivan Show ed altri programmi televisivi.
Il duo cominciò a lavorare per la sceneggiatura nei primi anni settanta, lavorando per episodi di sit-com come The Bob Newhart Show e Mary Tyler Moore, prima di unirsi allo staff produttivo di The Carol Burnett Show nel 1973. Sono rimasti con lo spettacolo per sei stagioni, vincendo tre Emmy Awards e venendo nominati per altri sei. Il duo è poi passato a scrivere per la sit-com Bolle di sapone,  per la quale hanno guadagnato un'altra nomination agli Emmy nel 1981.
La McMahon e Clair hanno contribuito alla scrittura dell'episodio finale della prima stagione della sit-com NBC Il mio amico Arnold, che serviva come trampolino di lancio per la loro serie spin-off L'albero delle mele. La nuova serie andò in onda per nove stagioni sulla NBC, una delle più longeve degli anni ottanta. I due crearono poi, con l'aiuto di Stu Silver, Nancy, Sonny & Co.; questa serie andò in onda sulla ABC per sei stagioni. Nel 1983, crearono La mamma è sempre la mamma.
| Controllo di autorità | VIAF (EN) 172073557 · LCCN (EN) no2011090612 |